# Ahmed Fakhry
Ahmed Fakhry (né dans le Fayoum le 21 mai 1905 et décédé le 7 juin 1973 à Paris) est un égyptologue égyptien qui a consacré une grande partie de sa vie aux oasis égyptiennes. Il est un pionnier de la recherche archéologique en zone désertique.

## Biographie
Ahmed Fakry obtient en 1928 son diplôme d'égyptologie à l'université du Caire puis étudie dans différentes universités et musées d'Europe : à Bruxelles, Liverpool, Oxford et Berlin.
Il est nommé en 1932 inspecteur au Service des antiquités égyptiennes. De 1950 à 1955, il est directeur des recherches aux pyramides ; il travaille alors à Dahchour, découvre et publie les reliefs du temple de Snéfrou.
En 1952, il reçoit la chaire d'histoire de l'Orient ancien à l'université du Caire où, jusqu'à sa retraite en 1965, il est professeur d'histoire ancienne égyptienne et d'histoire ancienne du Proche-Orient.
Il sillonne alors les États-Unis, l'URSS, le Mexique, la Chine où il fait un long séjour et publie le seul manuel d'égyptologie en chinois. 
À l'issue d'une conférence donnée au centre de recherches égyptologiques de la Sorbonne, il est terrassé par une crise provoquant son décès le lendemain matin.

## Publications
- (en) The Egyptian deserts, The inscriptions of the amethyst quarries a Wadi el Hudi, Cairo, Governement Press, 1952 ;
- (en) The Pyramids, Chicago, University of Chicago, 1961 (réimpr. 1974), 2e éd., poche (ISBN 978-0-226-23473-1, LCCN 61008645) ;
- (en) Siwa Oasis, Le Caire, American University in Cairo Press, 1973 (réimpr. 1990) (ISBN 978-977-424-123-9, LCCN 92161640) ;
- (en) Bahriyah and Farafra, Le Caire, American University in Cairo Press, 1974 (réimpr. 2003), poche (ISBN 978-977-424-732-3, LCCN 2004304424).